# Mackenzie Bowell
Sir Mackenzie Bowell, född 27 december 1823 i Rickinghall, Suffolk, England, död 10 december 1917 i Belleville, Ontario, Kanada, var en kanadensisk konservativ politiker.
Hans familj emigrerade från England till Kanada, var han blev verksam som journalist. Han blev med åren en framgångsrik publicist. Han blev 1870 stormästare för Oranienorden i Kanada. Han gifte sig 1847 med Harriet Moore. Paret fick fyra söner och fem döttrar.
Bowell var ledamot av underhuset i Kanadas parlament 1867-1892. Han var milis- och försvarsminister 1892 och blev därefter ledamot av Kanadas senat. När Kanadas premiärminister John Thompson 1894 plötsligt avled, fick Bowell uppdraget att bilda en ny regering. Han är en av två kanadensiska premiärministrar som har varit ledamöter av Kanadas senat under tiden som premiärminister; också John Abbott ledde Kanadas regering som senator. Bowell efterträddes 1896 som premiärminister av Charles Tupper.
Bowell var presbyterian och frimurare. Hans grav finns i Belleville, Ontario.